# Lozen Saddle
Lozen Saddle är ett bergspass i Antarktis. Det ligger i Sydshetlandsöarna. Argentina, Chile och Storbritannien gör anspråk på området. Lozen Saddle ligger 437 meter över havet.
Terrängen runt Lozen Saddle är kuperad åt nordväst, men åt sydost är den bergig. Trakten är glest befolkad. Närmaste befolkade plats är St. Kliment Ohridski Base, 10,8 kilometer väster om Lozen Saddle. 